# Phrygilus plebejus
Phrygilus plebejus е вид птица от семейство Тангарови (Thraupidae).

## Разпространение
Видът е разпространен в Аржентина, Боливия, Еквадор, Перу и Чили.